# Hipertermofil
Termenul de hipertermofil face referire la organismele vii care pot trăi la temperaturi foarte ridicate, adică trăiesc și se reproduc la temperaturi peste 70 sau 80ºC.  Hipertermofilele sunt un subtip al extremofilelor. 